# Ansellia africana
Die Orchidee Ansellia africana ist die einzige Art der Pflanzengattung Ansellia innerhalb der Familie der Orchideen (Orchidaceae). Sie ist im tropischen bis südlichen Afrika weitverbreitet und wächst epiphytisch in saisonal trockenen Regionen.

## Beschreibung

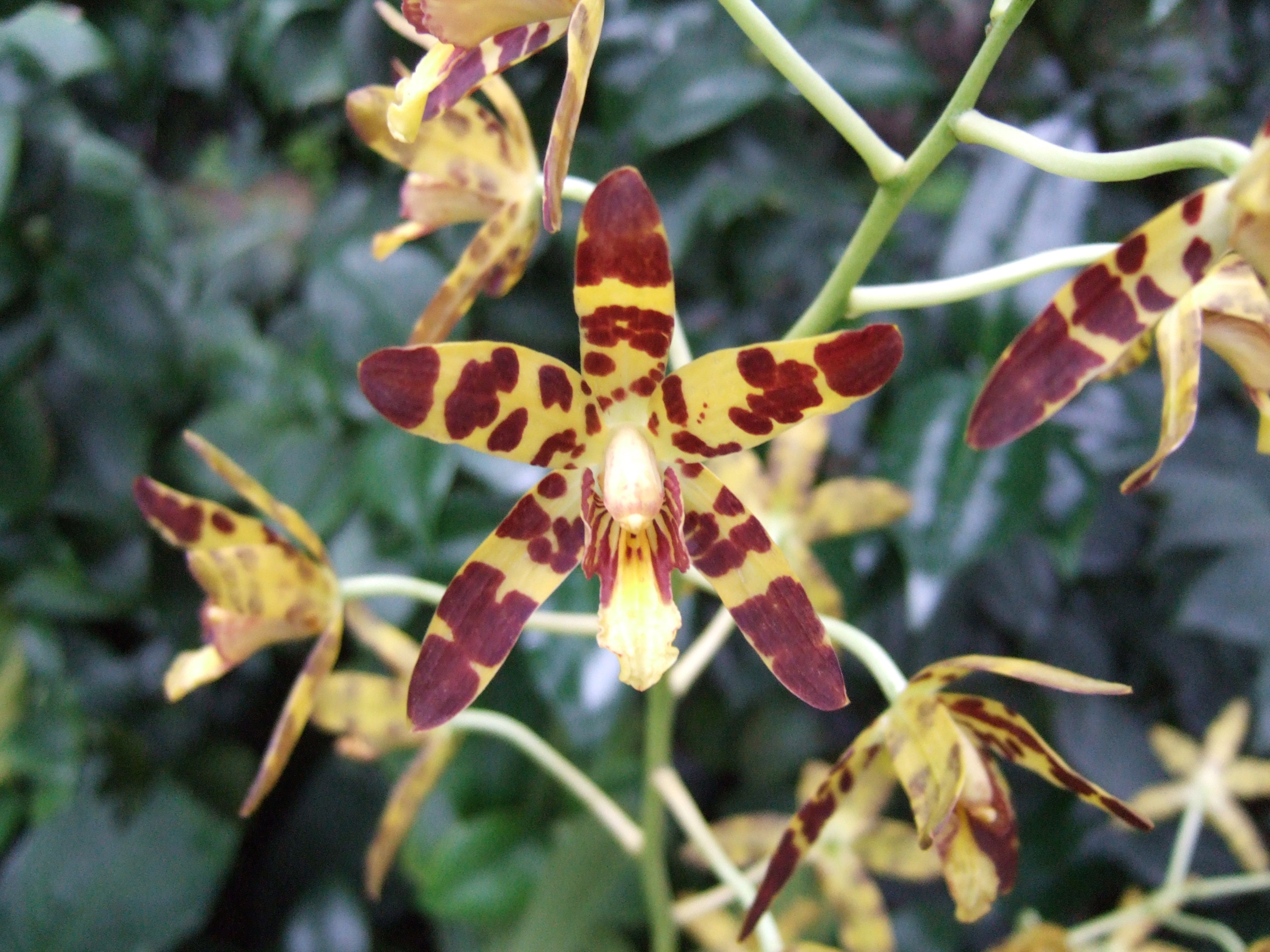
Ausschnitt eines Blütenstandes mit zygomorphen Blüten

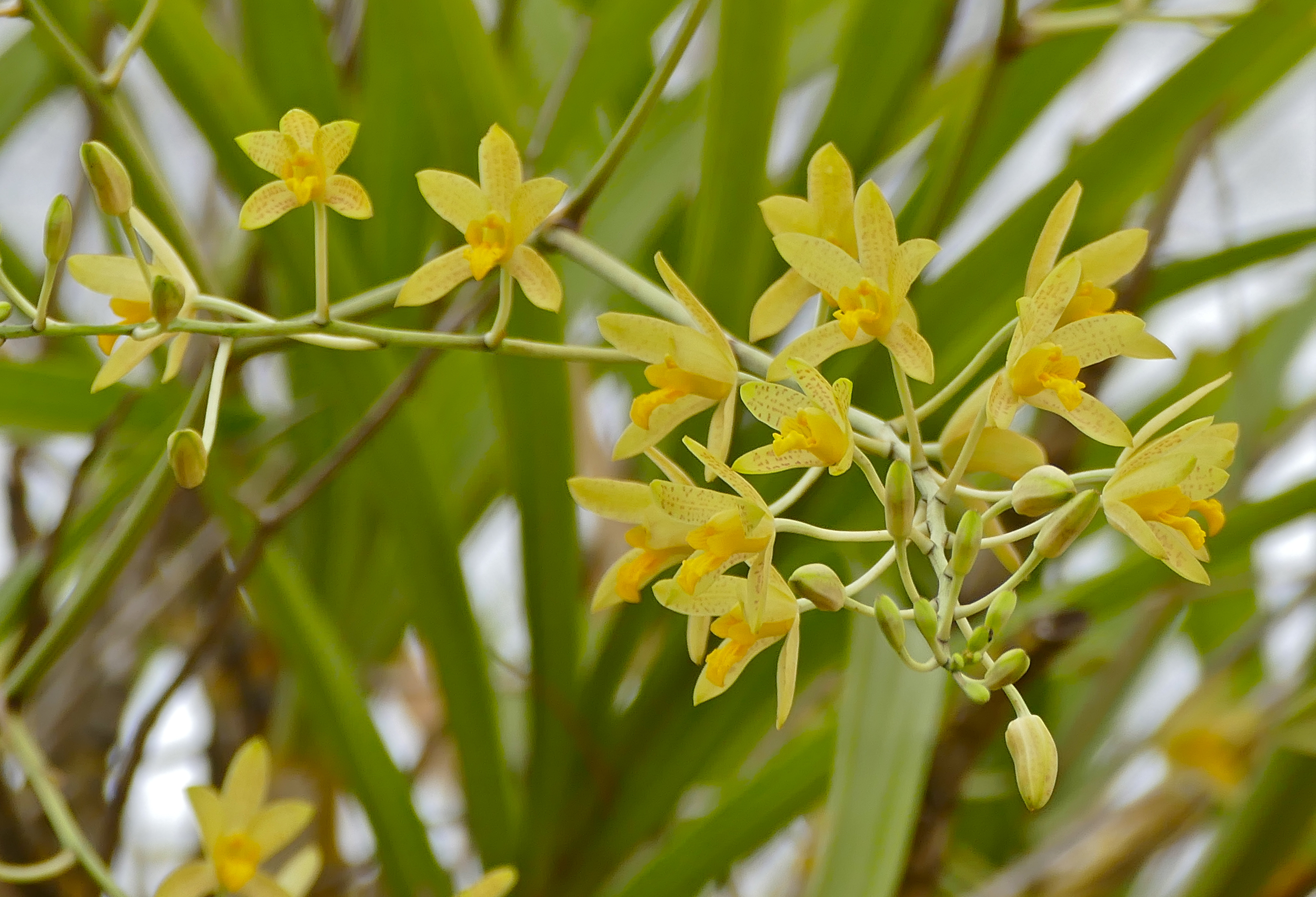
Ansellia africana in KwaZulu-Natal

### Vegetative Merkmale
Ansellia africana ist eine ausdauernde krautige Pflanze. Die bei einer Länge von 10 bis 60 (gelegentlich bis 80) Zentimetern sowie bei einem Durchmesser von 1 bis 3 Zentimetern zigarrenförmigen Pseudobulben sitzen dicht nebeneinander; jung sind sie grün und glatt, später werden sie gelblich mit längs verlaufenden Runzeln. Sie bestehen aus mehreren Internodien, von denen aber nur die obersten Laubblätter tragen, darunter umhüllen papierartige Niederblätter den Spross. Das Verzweigungsmuster ist sympodial, Erneuerungsknospen treiben aus der Basis der Sprossachse aus. An dieser Basis entspringen auch die von Velamen umhüllten Wurzeln. Neben der Aufgabe, die Pflanze an ihrem Standort zu verankern, bilden sich seitlich nach oben weisende Wurzeln, die herabfallende Laubblätter sammeln.
Die Laubblätter entspringen den obersten vier bis zehn Nodien. Die einfache Blattspreite ist bei einer Länge von 15 bis 50 Zentimetern lanzettlich mit zugespitztem oberen Ende. Sie sind längs mehrerer sichtbarer Blattadern gefaltet.

### Generative Merkmale
Der rispige Blütenstand sitzt seitlich am Ende der Sprossachse. Die zahlreichen resupinierten Blüten haben eine gelbe Grundfarbe, auf der variable rötliche Flecken zu sehen sind. Selten kommen auch rein gelb oder gelblich-grün blühende Exemplare vor. Die zwittrige Blüte ist zygomorph, hat einen Durchmesser von 4 bis 6 Zentimetern und ist dreizählig. Die Blütenhüllblätter sind sich in Form und Größe ähnlich und sind nicht miteinander verwachsen. Die Lippe ist dreilappig, die Seitenlappen sind nach oben geschlagen. Der Mittellappen ist am Rand leicht gewellt und in der Mitte mit zwei bis drei Kielen versehen. Die Säule trägt ein Staubblatt, dieses enthält vier Pollinien, die paarweise an einer Klebscheibe hängen.
Die Chromosomenzahl beträgt 2n = 42.

## Vorkommen
Ansellia africana ist vom tropischen bis südlichen Afrika weitverbreitet.
Meist ist sie in Gegenden mit ausgeprägter Trockenzeit zu finden und besiedelt dort als Epiphyt Galeriewälder und Miombo-Wälder. Vom Flachland steigt sie bis in Höhenlagen von 1700, selten bis 2000 Metern auf.

## Taxonomie
Die Gattung Ansellia wurde 1844 mit der Erstbeschreibung von Ansellia africana durch John Lindley in Edwards's botanical register, Band 30, Tafel 12 aufgestellt. Synonyme für Ansellia africana Lindl. sind: Ansellia confusa N.E.Br., Ansellia gigantea Rchb. f., Ansellia africana subsp. australis (Summerh.) Senghas.
Die Gattung Ansellia ist nach dem britischen Gärtner und Pflanzensammler John Ansell (?–1847) benannt; dieser entdeckte diese Pflanzenart im Jahr 1841 auf der Insel Fernando Póo, wo er nach einer verlustreichen Niger-Expedition ein tropisches Fieber auskurierte.

## Verwendung
Gelegentlich wird Ansellia africana als Zierpflanze verwendet. Es gibt eine Reihe von Sorten, die aufgrund ihrer Blütenfarbe ausgelesen wurden. Mit einigen verwandten Arten wurden Hybriden erzielt.